# 치매
치매(癡呆)는 성장기에는 정상적인 지적 수준을 유지하다가 후천적으로 인지기능의 손상 및 인격의 변화가 발생하는 질환이다. 치매는 기억을 하고 사고를 할 수 있는 능력을 담당하는 뇌가 손상되고 장기적으로 점차 감퇴하여 일상적인 생활에 영향을 미칠 정도에 이르게 되면서 인지능력이 5살 이하 수준으로 떨어지게 된다. 일반적으로 나타나는 다른 증상들로는 정서적인 문제, 언어구사의 어려움과 의지박약이 있다. 치매가 환자의 의식에는 영향을 거의 미치지 않는다. 치매를 확진하기 위해서는 일반적으로 나타나는 노화에 따른 정신적인 기능상태의 감퇴보다는 확연하게 큰 변화가 있어야 한다. 치매는 환자의 가족들에게도 영향을 미친다.
치매의 가장 흔한 형태는 알츠하이머 치매이며 이는 전체 치매 케이스의 50%에서 70% 정도를 차지한다. 또 다른 종류의 치매로는 혈관성 치매(25%), 레비소체병(15%), 그리고 이마관자엽 치매가 있다. 비교적 흔하지 않은 원인들로는 수두증, 파킨슨병, 매독, 그리고 크로이츠펠트-야코프병 등이 있다. 한 환자에게서 한 가지 이상의 치매 형태들이 나타날 수 있다. 드물게는 유전적인 원인에 의해 치매가 발생한다.DSM-5에서는 치매가 다양한 진행정도를 가진 신경인지 장애라고 재분류되었다. 진단은 다른 가능성들을 배제하기 위하여 주로 의학적 imaging과 혈액검사와 함께 인지 검사 등을 통해 이루어진다. 흔하게 사용되는 인지기능 검사는 간단하게 진행할 수 있는 정신 건강 검사 (mini mental state examination)이다. 치매를 예방하기 위해서는 고혈압, 흡연, 당뇨병, 비만 등의 위험요소들을 최대한 줄이도록 하는 것이 좋다. 대중을 상대로 치매에 대한 검사를 대대적으로 실시하는 것은 권하지 않는다.
치매를 치료하는 방법은 알려져 있지 않다. 치매의 진행이 매우 심각한 경우가 아닐 때에는 Donepezil과 같은 콜린에스터라제 억제제가 주로 치료제로 쓰인다. 그러나 결과적으로는 큰 효과를 보기는 어려울 수 있다. 치매를 앓는 환자들과 환자의 보호자들의 삶의 질을 높여줄 수 있는 방법이 여러 가지가 있다. 보호자에게도 교육과 정서적인 안정을 위한도움을 제공해주는 것도 중요하다. 일상 생활에도 영향을 줄 수 있는 운동 프로그램도 좋은 효과를 일으킬 수 있다. 행동 문제의 치료를 위해서는 항정신병약?이 흔하게 쓰인다. 하지만 사망율을 높일 수도 있는 부작용이 있고 큰 효과를 보기가 어려워서 추천하는 방법은 아니다.
2015년에 전세계적으로 약 4천6백만 명의 사람들이 치매를 앓았다. 이 중 약 10%는 같은 시점(나이)에 치매가 발병한다. 나이가 많을수록 치매가 더 잘 나타난다. 약 3%는 65-74세 사이에 치매가 나타났고, 19%는 75-84세 사이에 나타났으며, 거의 50%는 85세 이상에서 치매가 나타났다. 2013년에는 치매로 인한 죽음이 1990년의 80만 명에 비해서 약 170만 명으로 늘어났다. 사람들의 수명이 더 길어지면서 전반적으로 치매라는 병이 더욱 흔해졌다. 그러나 몇몇 선진국에 있는 특정 나이대의 사람들은 위험요소의 감소로 인해서 치매의 발병이 줄어들었다. 치매는 노인들에게 가장 흔하게 나타나는 질병이다. 이는 매년 USD로 604 billion dollars에 해당하는 경제적 비용을 발생시킨다. 치매를 앓는 환자들은 필요 이상으로 신체적으로나 화학적으로 많은 제약을 받고 있어서 인권에 관한 논쟁도 일으킨다. 치매 환자들에 대한 사회적인 편견도 흔하게 존재한다.

## 원인
대부분의 치매는 퇴행성 뇌질환으로, 단백질 접힘에 이상이 생겨 발생하는 단백질 병증이다. 이외에도 혈관성 치매, 루이소체 치매, 전측두 치매 등 여러 원인으로 치매가 발생할 수 있다. 드물게 정상뇌압 수두증, 파킨슨병매독, , 에이즈, 크로이츠펠트야콥병 등의 원인으로도 발생할 수 있다.

### 가역성 원인
가역성 치매에는 크게 네 가지의 원인이 있다: 갑상선 기능 저하증, 비타민 B12 결핍증, 라임병, 그리고 신경매독이 있다. 기억 감퇴를 경험하는 모든 사람들은 갑상선 기능 저하증과 B12 결핍증을 검사해봐야 한다. 라임병과 신경매독의 경우에는 이러한 질병에 대한 위험에 노출되어 있는 사람의 경우 검사를 받아봐야 한다. 위험요소들을 판단하기가 어려운 경우가 많기 때문에 신경매독과 라임병과 같은 병들의 요소들은 치매가 의심되는 경우에 검사를 진행해도 된다.

### 알츠하이머병
미국의 제 40대 대통령 로널드 레이건, 콜롬비아의 문학작가 가브리엘 가르시아 마르케스(1982년 노벨 문학상 수상), 영국의 제 52대 총리를 역임했던 마거릿 대처 전 수상도 앓았던 병으로, 치매의 약 50% - 70%는 알츠하이머병에 해당한다.알츠하이머병의 가장 흔한 증상은 단기기억 상실과 적절한 단어를 찾는데 어려움을 겪는 현상이다. 알츠하이머 환자들은 시공간 인식의 어려움(예를 들면, 자주 길을 잃는다), 추론과 판단의 어려움, 그리고 통찰력의 저하를 겪는다. 통찰력은 본인의 기억상실을 스스로가 인지하는지와 관련이 있다.
알츠하이머병의 초기 증상으로는 같은 행동 반복, 길 잃어버리기, 현금 및 돈에 대한 관리 소홀, 물건의 잦은 분실, 새롭거나 복잡한 요리를 하지 못하는 것, 약을 챙겨먹는 것을 잊어버리는 것과 적절한 단어를 찾고 사용하지 못하는 증상 등이 있다.
알츠하이머병에 의해 가장 많이 영향을 받는 뇌의 부분은 해마이다. 뇌의 측두엽과 두정엽 또한 위축된다. 뇌가 위축되는 현상이 알츠하이머병의 전조증상이라고 할 수 있지만 알츠하이머병에 의한 뇌의 위축은 굉장히 다양한 형태로 나타나서 단순히 뇌의 사진을 촬영해본다고 해서 진단을 내릴 수 있는 것이 아니다. 알츠하이머병과 무감각증의 상관관계는 여전히 불명확하다.

### 혈관성 치매
치매의 약 20%는 혈관성 치매를 원인으로 가지고 있으며 혈관성 치매는 치매의 원인 중 두 번째로 가장 흔하다. 혈관성 치매는 혈액 공급의 손상이나 질병으로 인해 뇌로 혈액이 제대로 공급되지 않아 발생하며 뇌졸중이랑 동반되는 경우가 일반적이다. 혈관성 치매의 증상은 뇌의 어느 부분에 뇌졸중이 발생했는지와 손상된 혈관의 크기에 따라 달라진다. 다발성 손상은 시간이 지나면 진행성 치매로 발전할 수 있으며 인지능력에 중요한 역할을 하는 부분(i.e. 해마, 시상)에 발생하는 단일 부상은 갑작스런 인지능력 저하로 이어질 수 있다.
뇌의 촬영을 통해서 보았을 때 혈관성 치매 환자는 다양한 부위에 다른 크기의 뇌졸중이 발생한 것이 관찰될 수도 있다. 혈관성 치매 환자들은 주로 흡연, 고혈압, 심방세동, 높은 콜레스테롤 혹은 당뇨, 또는 심근경색이나 협심증의 과거병력과 같이 혈관성 질환을 일으키는 위험 요소들과 연관이 되어 있다.

## 영향을 끼치는 요소
- 교육이 치매에 영향을 끼치는지에 대해서는 논쟁의 여지가 있다. 인지적 비축분(en:Cognitive reservior)이 치매의 진행속도, 발병 여부에 상당한 영향을 끼친다는 의견이 주류이나, 2900여 명의 노인들을 장기 추적한 결과 교육 수준은 영향을 끼치지 못했다는 논문도 존재한다.[26]

## 병리
- 뇌조직의 퇴행, 변성 또는 노화: Alzheimer's disease
- 중추신경계 감염: 신경매독, 결핵성 뇌막염, 뇌손상, 독성 대사 장애, 혈관성 장애(다발성 경색성 치매)

## 징후 및 증상
치매는 기억력 장애, 인지 장애, 판단력 장애를 포함한 여러 분야에 걸친 인지 기능(cognitive function) 장애를 특징으로 하는 임상증후군. 대부분 만성 경과, 비가역적이다. 다양한 원인에 의해 뇌신경이 파괴됨으로써 기억력 장애, 언어능력 장애, 변뇨실금, 편집증적 사고, 실어증과 같은 정신기능의 전반적인 장애가 나타나며, 진행되는 과정에서 우울증이나 인격장애, 공격성 등의 정신의학적 증세가 동반되기도 한다. 의학계에서는 주 원인으로 주로 노인층에서 발생하는 노화에 의한 것과, 알콜 과다 섭취에 따른 알콜성 치매, 드물게 청소년기에 치매가 오는 경우에는 유전적인 열성인자 발현에 의한 것으로 주목하고 있으나, 아직 정확한 발병원인과 치료법은 규명되지 않은 상태이다.
치매의 단계와 진단 방법에 따라 나타나는 증상이 다양하다. 가장 흔하게 영향을 받는 것은 기억력, 시공간 인식 능력, 언어능력, 집중력과 문제 해결 능력이다. 많은 종류의 치매는 천천히 계속해서 진행한다. 질병의 증상이 나타날 때쯤에는 이미 뇌에서는 병의 진행이 오랜 시간동안 일어난 것이다. 환자는 동시에 두 가지 종류 이상의 치매를 앓을 수도 있다. 치매 환자의 약 10%는 알츠하이머병과 이마관자엽 변성이나 혈관성 치매와 같은 다른 종류의 치매가 같이 나타나는 혼합형 치매가 나타난다. 추가적으로 치매환자들이 겪는 정신적, 행동적 문제들은 다음과 같다:
- 균형을 잘 잡지 못함
- 수전증
- 언어구사의 어려움
- 먹고 삼키는 것의 어려움
- 기억의 왜곡 (일어나지 않은 일을 일어났다고 믿는 것, 예전의 기억이 최근의 기억이라고 생각하는 것, 두 가지의 기억을 합쳐서 생각하는 것, 기억 속의 인물들을 헷갈리는 등)
- 헤매거나 차분하지 못함
- 통찰력과 시각의 문제[30]

치매의 행동 및 정신적 증상 (BPSD: Behavioral and psychological symptoms of dementia)는 거의 항상 모든 종류의 치매에서 나타난다. BPSD는 다음과 같이 나타난다:
- 불안, 동요
- 우울
- 불안
- 비정상적 운동 행동
- 들뜬 기분 상태
- 성급함
- 무관심
- 무감정[33]
- 억제성을 잃는 것과 충동성
- 망상 (가끔 누군가가 자신의 것을 훔치려고 한다고 생각함) 혹은 환영
- 수면패턴과 식욕의 변화.

치매를 앓는 사람들은 자신의 능력범위를 벗어나는 상황이 주어졌을 때, 갑작스럽게 울음을 터뜨리거나 분노를 표출할 수도 있다 ("파국반응").
정신증 (주로 학대를 받는 망상)과 불안/공격성 또한 주로 치매와 동반된다.
또한 성격상에서도 나이가 들어가기 이전이나 평소에 비해서 신경질을 자주내거나 화를 내는 일이 잦고 때로는 남에 대한 극도의 증오심과 의심을 지나치게 하는 경우도 있다. 대개는 노인들 사이에서 일어나기도 하지만 의외로 젊은이들 일부에서도 드물게 일어나는 경우도 있으며 거칠어지고 포악해진 성격으로 인해서 상대방에 대한 욕설이나 험담 등을 하는 경우가 있으며 심지어는 지나친 의심과 경계심을 가지기도 하고 그 사람이 하는 일을 매우 신경쓰이게 되어서 아니꼽게 여기거나 아예 방해하는 경우도 생긴다.
- 성격이 평소에 비해서 또는 나이가 들어가기 이전에 비해서 나이가 들어간 이후 신경질을 자주내거나 성격이 매우 거칠어지거나 까탈스러워진 경우
- 평소보다 성격이 매우 예민 또는 과민성으로 인해서 자기 제어를 못하는 경우
- 말투에서 심한 욕설이나 험담 등을 잦게하는경우
- 경우에 따라 상대방을 지나치게 경계하거나 의심하거나 증오심이 지나치게 보이는 경우
- 남이 하는 것이 너무 신경이 쓰여서 그것을 못하게 하거나 제지하는 경우
- 색깔을 잘못보거나 색맹끼가 있어보이는 경우
- 시간에 대한 감각이나 현 시각을 제대로 인지하지 못하는 경우
- 날짜에 대한 감각이나 인식이 둔하거나 애매해진 경우
- 자신의 목적을 잊었거나 기억을 다소 못하는 경우
- 숫자나 글자에 대한 인식이 둔하거나 애매해진 경우
- 자신이 가려는 목적지나 행선지 등을 잊었거나 기억하지 못하는 경우
- 자신의 이름조차 아예 기억하지 못하거나 말하지 못하는 경우
- 평소보다 남에 대한 질투와 시기가 심할 경우
- 감수성이 나도 모르게 무의식적으로 예민하거나 과민한 경우
- 상대방을 제대로 알아보지 못하거나 기억이 잊혀진 경우

## 진단
위에서 보았듯이, 다양한 종류의 치매와 다양한 원인들이 있으며 이들은 조금씩 다른 증상들을 보인다. 그러나 증상들은 매우 비슷한 양상을 보이며 증상만으로는 정확한 종류의 치매를 진단하기가 어렵다. 치매의 진단은 뇌의 촬영을 통해 더욱 보충될 수 있다. 대부분의 경우에는 뇌의 생체검사를 해야만 확진을 할 수 있지만, 이러한 생체검사는 추천하는 진단 방법이 아니다. 나이가 들면서 계속해서 인지 장애에 대한 검사를 계속해서 하거나 치매의 조기 진단이 이루어지는 것은 결과적으로 치매를 호전시키지는 않는 것으로 알려져 있다. 그러나 65세 이상의 사람들 중에서 기억상실을 경험하는 사람들에게는 스크리닝 검사가 효과적인 것으로 나타났다.

## 가치매
Pseudodementia (Dementia of depression)
임상상은 치매와 유사하나 뇌의 병변이 없는 기능성 장애이다. 상대적으로 급성으로 발병하며 mood change가 뚜렷하다. 대부분 우울증 환자에서 나타난다.

## 용어
비슷한 말인 노망(老妄, Senile)은 늙어서 망령(妄靈)이 든다는 뜻으로, 병리학적 질환으로 규정되어 있는 치매와 구별하여 쓰인다. 노망은 신체 노화에 따른 자연스러운 현상인 반면에 치매는 의학적 관찰로 진단되는 병적인 노망을 뜻하는 말로 특정 원인을 가지는 치료의 대상이다.

## 같이 보기
- 베타 아밀로이드
- 수면무호흡증
- 임상치매등급(CDR, en:Clinical Dementia Rating)
- 알츠하이머병
- 파킨슨병
- 혈관성 치매
- 아이스크림 두통
- 알콜성 치매 (알콜치매)